# جوليا الكبرى
جوليا الكبري (30 أكتوبر 39 ق.م – 14 م)، تُعرف عند معاصريها بـ جوليا قيصر فيليا أو جوليا أوغيستي فوليا (Classical Latin: IVLIA•CAESARIS•FILIA or IVLIA•AVGVSTI•FILIA), كانت الابنة والطفل البيولوجي الوحيد من أغسطس، أول إمبراطور للإمبراطورية الرومانية. تبنى أغسطس بعد ذلك العديد من الأعضاء الذكور من عائلته المقربين كأبناء. وُلدت جوليا عن زواج أغسطس الثاني مع سكريبونيا، حيث حدثت ولادتها في نفس يوم طلاق سكريبونيا من أغسطس، الذي كان يرغب في الزواج من ليفيا.

## حياتها

### حياتها المبكرة
لم يكن أغسطس قد حصل بعد على لقب «أغسطس» في وقت ولادة جوليا، عام 39 قبل الميلاد، وكان معروفًا باسم «غايوس يوليوس قيصر ديفي فيليوس»، على الرغم من إشارة المؤرخين إليه باسم «أوكتافيان» حتى عام 27 قبل الميلاد، وكانت جوليا في الحادية عشرة من عمرها. طلق أوكتافيان والدة جوليا في يوم ولادتها وأخذها من والدتها بعد ذلك بوقت قصير. فرض أوكتافيان سيطرته الأبوية الكاملة عليها وفقًا للعُرف الروماني. أُرسلت للعيش مع زوجة أبيها ليفيا عندما كبرت قليلًا وتعلمت كيف تكون أرستقراطية. يبدو أن تعليمها كان صارمًا وقديمًا إلى حد ما. من ثم، تُخبرنا سويتونيوس، أنها تعلمت الغزل والنسيج، بالإضافة إلى دراستها. يذكر ماكروبيوس «كان حبها للأدب وثقافتها الضخمة، أمرًا سهل الوصول إليه في تلك الأسرة».
كانت حياة جوليا الاجتماعية خاضعة لرقابة شديدة، ولم يُسمح لها بالحديث إلا إلى أشخاص فحصهم والدها. رغم ذلك، كَنَّ أوكتافيان لابنته عاطفة كبيرة وتأكد من إتاحة أفضل المعلمين لها. يحتفظ ماكروبيوس بملاحظة أغسطس: «هناك ابنتان مشاكستان يجب علي تحملهما: الكومنولث الروماني وجوليا».
أبرم صديقا أوكتافيان غايوس ميسيناس وماركوس فيبسانيوس أغريبا اتفاقًا مع منافس أوكتافيان الكبير مارك أنطوني أثناء طفولة جوليا المبكرة، في عام 37 قبل الميلاد. اختُتم بخطوبة: زواج ابن أنطوني ماركوس أنطونيوس أنيلوس، البالغ من العمر 10 أعوام، من جوليا البالغة من العمر عامين.
لم تسفر الخطوبة عن زواج قط بسبب اندلاع الحرب الأهلية. هزم أوكتافيان وأغريبا أنطوني وزوجته كليوباترا في معركة أكتيوم عام 31 قبل الميلاد. انتحر كلاهما في الإسكندرية، وأصبح أوكتافيان الحاكم الوحيد للإمبراطورية الرومانية.

### زواجها الأول
ركزت توقعات جوليا على الزواج والتحالفات العائلية الناتجة عنه، كما هو الحال مع معظم النساء الرومانيات الأرستقراطيات في تلك الفترة. علاوةً على ذلك، أراد أغسطس الحصول على نسل ذكوري. لأن واجب طفلته الوحيدة جوليا توفير الأحفاد لأبيها الذين يُمكن تبنيهم كورثة له.
تزوجت جوليا في سن الرابعة عشرة من ابن عمتها الأول ماركوس كلوديوس مارسيلوس عام 25 قبل الميلاد، ابن عمتها أوكتافيا، وكان يكبرها بثلاث سنوات. لم يحضر أغسطس حفل الزفاف بنفسه لأنه كان يخوض حربًا في إسبانيا وسقط مريضًا. كلف أغريبا برئاسة الحفل وعقد المهرجان في غيابه بدلًا منه.
كان قرار زواج مارسيلوس من جوليا، ومن ثم اختيار أغسطس لمارسيلوس ورفعه إلى منصب الأسقف، بمثابة إشارة إلى أن مارسيلوس خليفة أغسطس في السلطة، على الرغم من حداثة سنه. وضعه ذلك في خلاف مع أغريبا، واعتقد الشعب أن أغريبا سيعارض وصول مارسيلوس إلى السلطة؛ دفع تمييز مارسيلوس الواضح إلى انسحاب أغريبا إلى ميتيليني، اليونان.
رغم ذلك، تُوفي مارسيلوس في سبتمبر عام 23 قبل الميلاد عندما كانت جوليا في السادسة عشرة من عمرها. ولم ينجبا أي أطفال.

### زواجها من أغريبا
تزوجت جوليا من أغريبا، بعد بلوغها حينها سن 18 عامًا، في عام 21 قبل الميلاد. رجل من عائلة متواضعة والذي أصبح أكثر من صديق موثوق فيه بالنسبة لأغسطس. يُقال إن هذه الخطوة قد اتُّخذت بناءً على نصيحة ميسيناس إلى حد ما، والذي أرشد أغسطس قائلًا: «لا بد من جعله عظيمًا للغاية ليصبح إما صهرك أو قتيلك». تزوجا زواجًا نموذجيًا كما خُطط له، عندما قارب سن أغريبا من 25 عامًا أو أكبر قليلًا، إذ كانت جوليا كقطعة شطرنج في خطط والداها للسلالة الحاكمة. كانت جوليا على علاقة غرامية بسيمبرونيوس غراتشوس في هذه الفترة، ما أدى إلى الخيانة الزوجية (يصفه تاسيتوس بأنه «خليل مثابر»). وكانت هذه بداية سلسلة من الخيانات الزوجية المزعومة. وفقًا لسويتونيوس، لم تمنع الحالة الاجتماعية لجوليا من عشقها لابن زوجها أغسطس، وكذلك أخيها غير الشقيق، تيبيريوس، وكان هذا شائعًا على نطاق واسع.
عاش العروسان في فيلا في روما والتي نُقب عنها بالقرب من فارنسينا الحديثة في تراستيفير. أسفر زواج أغريبا وجوليا عن خمسة أطفال: غايوس قيصر، جوليا الصُغرى، لوسيوس قيصر، أغريبينا الكُبرى (والدة كاليجولا)، وأغريبا بوستيموس (وُلد بعد وفاة والده). أصبح أغريبا حاكمًا للغول منذ يونيو عام 20 قبل الميلاد وحتى ربيع عام 18 قبل الميلاد، يُرجح أن جوليا تبعته عبر جبال الألب. وُلد طفلهما الأول غايوس، بعد وصولهم بفترة قصيرة، أنجبت جوليا فيبانيا جوليا في عام 19 قبل الميلاد، تبعها طفل ثالث: ابن يُدعى لوسيوس بعد عودتهم إلى إيطاليا. تبنى أغسطس المولود الجديد لوسيوس وغايوس البالغ من العمر ثلاث سنوات في عام 17 قبل الميلاد. اعتنى شخصيًا بتعليمهم. لم يتبنَ أغسطس الأخ الثالث، ماركوس فيبسانيوس أغريبا بوستوموس على الرغم من وفاة أغريبا في عام 12 قبل الميلاد، وحتى عام 4 بعد الميلاد، بعد نفي جوليا وبعد وفاة كل من غايوس ولوسيوس.
أشار نيكولاس وجوزيفوس إلى أنه أثناء زواج جوليا من أغريبا، سافرت جوليا للقائه حيث كان يشن حملات. أدركها فيضان مفاجئ في إليوم (تروي)، وغرقت تقريبًا. غضب أغريبا، وغرم أهل البلدة 100000 دراخمًا أثناء موجة غضبه. كانت الغرامة بمثابة ضربة قوية ولكن لم يجرؤ أحد على مواجهة أغريبا لطلب السماح. سُحبت الغرامة فقط بعد ذهاب هيرودس، ملك يهودا، إلى أغريبا لطلب العفو. بدأ أغريبا وجوليا جولة عبر المقاطعات الشرقية في ربيع عام 16 قبل الميلاد، حيث قاما بزيارة هيرودس. سافر الزوجان إلى أثينا، حيث أنجبت جوليا طفلتها الرابعة أغريبينا في أكتوبر عام 14 قبل الميلاد.
عادت الأسرة إلى إيطاليا بعد فصل الشتاء. أصبحت جوليا حاملاً مرة أخرى بسرعة، لكن تُوفى زوجها فجأة في مارس عام 12 قبل الميلاد في كامبانيا عن عمر يناهز 51 عامًا. دُفن في ضريح أغسطس. أطلقت جوليا على الابن اسم ماركوس بوستيموس تكريمًا لوالده. كان يُعرف باسم أغريبا بوستيموس. خطب أغسطس جوليا فورًا بعد ولادة الصبي، وفي فترة الحداد، ثم تزوجت مرة أخرى من تيبيريوس، أخيها غير الشقيق.

### الزيجات والأبناء
تزوجت ماركوس كلوديوس مارسيلوس، عام 25 قبل الميلاد، حتى وفاته في سبتمبر عام 23 قبل الميلاد. لا يوجد أطفال.
تزوجت ماركوس فيبسانيوس أغريبا، عام 21 قبل الميلاد، حتى وفاته عام 12 قبل الميلاد. أطفالهم:
- غايوس قيصر عام 20 قبل الميلاد.
- فيبسانيا جوليا أغريبا (المعروفة باسم جوليا الصُغرى) عام 19 قبل الميلاد.
- لوسيوس قيصر عام 17 قبل الميلاد.
- فيبسانيا أغريبا جوليا (المعروفة باسم أغربيا الكُبرى) عام 14 قبل الميلاد. (والدة الإمبراطور كاليجولا)
- أغريبا بوستيموس عام 12 قبل الميلاد (وُلد بعد وفاة أغريبا).
- زواج جوليا من أخيها غير الشقيق تيبيريوس، عام 11 قبل الميلاد. أطفالهم:
- توفي الابن الرضيع في مهده، (لقبه المؤرخون المعاصرون بـ «طبريا»).

## روابط خارجية
- Julia's wit - Macrobius, Saturnalia 2.5.1-10
- LIVIUS: Articles on ancient history (Julia)
- BBC Ancient Roman